# (16406) Oszkiewicz
(16406) Oszkiewicz – planetoida z głównego pasa planetoid okrążająca Słońce w ciągu 4,56 lat w średniej odległości 2,75 au. Odkrył ją Edward Bowell 14 sierpnia 1985 roku w stacji Anderson Mesa należącej do Lowell Observatory. Nazwa planetoidy pochodzi od Dagmary Oszkiewicz (ur. 1982) – polskiej astronom post-doktorantki pracującej na Uniwersytecie im. Adama Mickiewicza w Poznaniu.